# Zakład Komunikacji Miejskiej w Lęborku
Zakład Komunikacji Miejskiej w Lęborku – główny przewoźnik miasta Lębork i gminy Nowa Wieś Lęborska. Zakład został uruchomiony 1 maja 1974 roku.

## Tabor
Tabor autobusowy zakładu wygląda następująco:
| Typ autobusu                             | przewóz osób na wózkach | Liczba |
| ---------------------------------------- | ----------------------- | ------ |
| IRISBUS Crossway 12 LE #693              | przewóz osób na wózkach | 1      |
| KAPENA Iveco Daily 65C18 #694            | przewóz osób na wózkach | 1      |
| SOLARIS Urbino 12 #698                   | przewóz osób na wózkach | 1      |
| SOLARIS Urbino 12 #706, #707             | przewóz osób na wózkach | 2      |
| NEOPLAN N4409 #699                       | przewóz osób na wózkach | 1      |
| MAN NU263 #700                           | przewóz osób na wózkach | 1      |
| SOLARIS Urbino 12 IV #701 #702 #703 #704 | przewóz osób na wózkach | 4      |
| SOLARIS Urbino 10,5 IV #705              | przewóz osób na wózkach | 1      |

## Linie

### Linie zwykłe
| Linia | Trasa | Czas przejazdu (min.) | Liczba przystanków |
| ----- | --- | --------------------- | ------------------ |
| 1     | Os. Sportowa-Pętla - Teligi - Kusocińskiego - Słupska - Wojska Polskiego - Warszawska - Dworcowa - Zwycięstwa - Al. Wolności - Gdańska - Mosty Pętla W kierunku Os. Sportowa-Pętla: ... - Zwycięstwa - Grunwaldzka - Sienkiewicza - Dworcowa - ... Wybrane kursy z Placu Piastowskiego: a) do Mostów b) do Os. Sportowa Linia nie funkcjonuje w niedziele i święta Uruchomiona 1 maja 1974 r. na trasie Mosty - Roszarnia, w latach 1985 - 1987 na trasie Mosty - Dworcowa. | 7 - 28                | 7 - 18             |
| 2     | Cmentarz-Górna Pętla – Krzywoustego - Zwycięstwa - Al. Wolności - Kossaka - Nowa Wieś Lęborka - Kębłowo Nowowiejskie III Pętla Wybrane kursy: a) z i do POM-Pętla b) z i do Cmentarz-Dolna Pętla c) z Zwycięska-Szpital d) z i do Placu Piastowskiego Uruchomiona 1 maja 1974 r. na trasie Cmentarz – Nowa Wieś Lęborska, w latach 1985 - 1987 na trasie Dworcowa – Nowa Wieś Lęborska, w latach 2000 - 2009 obsługiwana przez prywatnego przewoźnika. | 10 - 25               | 8 - 22             |
| 3     | Dworzec - Zwycięstwa - Al. Wolności - Kossaka - Nowa Wieś Lęborska - Czarnówko - Kanin - Redkowice II-Pętla Wybrane kursy: a) do Redkowic przez Chocielewko b) na trasie Dworzec - Plac Piastowski Linia funkcjonuje tylko w dni powszednie. Linia uruchomiona w 1976 r. na trasie Dworzec - Czarnówko, w 1983 r. wydłużona do Redkowic, w 2014 r. na trasie LIDL - Żelazkowo, w latach 2000 - 2009 obsługiwana przez prywatnego przewoźnika. | 3 - 35                | 4 - 23             |
| 4     | Os. Sportowa-Pętla - Teligi - Kusocińskiego - Słupska - Wojska Polskiego - Warszawska - Dworcowa - Zwycięstwa - Al. Wolności - Gdańska - Mosty - Lubowidz W kierunku Os. Sportowa-Pętla: ... - Zwycięstwa - Grunwaldzka - Sienkiewicza - Dworcowa - ... Wybrane kursy: a) z pominięciem Mosty Pętla b) przez ul. Wileńska AMG c) do Os. Sportowa-Pętla przez Pionierów-Pętla d) z i do Dworcowa Linia uruchomiona w 1976 r. na trasie Dworzec - Lubowidz, w 1983 r. wydłużona do przystanku Chłopska, w latach 1985 - 1987 na trasie Dworcowa – Lubowidz. | 10 - 50               | 8 - 20             |
| 5     | Os. Sportowa-Pętla - Teligi - Łasaka - Kusocińskiego - Słupska - Wojska Polskiego - Warszawska - Dworcowa - Zwycięstwa - Al. Wolności - Bohaterów Westerplatte - Mostnika - Pionierów - Pionierów-Pętla Wybrane kursy: a) z i do Placu Piastowskiego b) z przystanku Dworcowa Linia uruchomiona w 1976 r. na trasie Zremb - Pionierów, w latach 1985 - 1987 na trasie Dworcowa – Pionierów. | 4 - 22                | 5 - 16             |
| 6     | Os. Roszarnicze - Kolejarzy - Gracza - Traugutta - Legionów Polskich - Słowackiego - Warszawska - Dworcowa - Zwycięstwa - Al. Wolności - Armii krajowej - Czołgistów - Kanałowa - Lubelska - Lubelska - Lubelska - Topolowa - Kanałowa - Czołgistów - Armii krajowej - Al. Wolności - Zwycięstwa - Grunwaldzka - Sienkiewicza - Dworcowa - Warszawska - Słowackiego - Legionów Polskich - Traugutta - Gracza - Kolejarzy - Os. Roszarnicze Wybrane kursy: a) z i do Placu Piastowskiego b) z i do Dworcowa c) z Starego Browaru Linia uruchomiona w 1983 r. na trasie Lubelska - Plac Pokoju, w latach 1985 - 1987 na trasie Dworcowa – Cmentarz, w latach 1999 - 2002 obsługiwana przez prywatnego przewoźnika. | 7 - 42                | 7 - 33             |
| 7     | Cmentarz-Górna Pętla - Kaszubska - Mieszka I - Teligi - Łasaka - Kusocińskiego - Słupska - Wojska Polskiego - Legionów Polskich Linia funkcjonuje tylko w niedziele i święta w okresie od kwietnia do października. Obecny przebieg od 7 maja 2017 r., dawniej na trasach Chłopska - Cmentarz (1985 - 1987) i Dworzec - Małoszyce (1987 - 1990) | 14 - 15               | 10 - 12            |
| 20    | Cmentarz-Górna Pętla – Krzywoustego - Zwycięstwa - Al. Wolności - Plac Piastowski Wybrane kursy z i do Cmentarz-Dolna Pętla Uruchomiona 1 września 2014 r. zamiast skróconych kursów linii 2. | 9 - 12                | 8 - 10             |
| C     | Kanałowa - Czołgistów - Legionów Polskich - Traugutta - Wojska Polskiego - Słupska - Kusocińskiego - Teligi - Mieszka I - Kaszubska - Cmentarz Linia cmentarna, kursuje w okolicy 1 listopada | -                     | -                  |
| S     | Cmentarz - Krzywoustego - Zwycięstwa - Al. Wolności - Plac Piastowski Linia cmentarna, kursuje w okolicy 1 listopada | 9 - 12                | 8 - 10             |

### Linie zlikwidowane
| Linia | Trasa | Czas przejazdu (min.) | Liczba przystanków |
| ----- | --- | --------------------- | ------------------ |
| 8     | Roszarnia – Zremb Linia funkcjonowała w latach 1985 - 1987                                                              | -                     | -                  |
| 9     | Kębłowo – Dworcowa Linia funkcjonowała od 1985, nie kursowała w 2000 r.                                                 | -                     | -                  |
| S     | Jezioro Lubowidz – Dworcowa Linia funkcjonowała od 1983 do 1987 r., w latach 1983 - 1985 funkcjonowała pod numerem 401. | -                     | -                  |